# Nelson Baskerville
Nelson Baskerville (Santos, 1 de setembro de 1961) é um ator, diretor, autor e artista plástico brasileiro.
Formou-se na Escola de Arte Dramática da Escola de Comunicações e Artes da Universidade de São Paulo em 1983. Foi professor de interpretação do Teatro-Escola Célia Helena, entre 1991 e 2010. É diretor, desde 2003 da AntiKatártiKa Teatral, companhia que tem se destacado na pesquisa de linguagem teatral do pós-drama e responsável pelas importantes montagens de "17 x Nelson- O Inferno de Todos Nós" de Nelson Rodrigues. 
Em 2009 interpretou Leandro Machado em Viver a Vida de Manoel Carlos. Atualmente tem dirigido várias peças teatrais no estado de São Paulo, se destacando em Luís Antônio-Gabriela, vencedora do APCA (A Associação Paulista dos Críticos de Arte), que foi transformada em um livro de mesmo nome em 2012. Foi também professor de arte dramática na Escola de Atores Wolf Maya. 
Em 2010, Prêmio Shell de melhor direção por Luís Antônio-Gabriela. Em 2013 recebeu 2 indicações ao prêmio Shell, de melhor direção e iluminação, por "As Estrelas Cadentes do Meu Céu São Feitas de Bombas do Inimigo" com a Cia Provisório-Definitivo.

## Filmografia

### Televisão
| Ano  | Título                       | Personagem                   | Notas                 |
| ---- | ---------------------------- | ---------------------------- | --------------------- |
| 1992 | Pedra Sobre Pedra            | Murilo Pontes (jovem)        |                       |
| 1994 | Éramos Seis                  | Marcos                       |                       |
| 1996 | O Rei do Gado                | repórter                     | participação especial |
| 1997 | Canoa do Bagre               | João do Braço                |                       |
| 1998 | Chiquititas                  | Henrique Ribeiro             | Temporada 2           |
| 1998 | Fascinação                   | Tomás Giuliani               |                       |
| 2009 | Maysa: Quando Fala o Coração | Alcebíades Monjardim "Monja" |                       |
| 2009 | Viver a Vida                 | Leandro Machado              |                       |
| 2010 | As Cariocas                  | Fagundes                     |                       |
| 2014 | Em Família                   | Itamar Fernandes             |                       |
| 2016 | Irmão do Jorel               | voz de Dr. Léo               | participação especial |
| 2018 | Carcereiros                  | Julinho Tattoo               | participação especial |
| 2018 | O Negócio                    | Governador                   | participação especial |
| 2019 | Coisa Mais Linda             | Waltinho                     | participação especial |
| 2021 | Onde Está Meu Coração        | Edson Rizo                   |                       |
| 2023 | Betinho - No Fio da Navalha  | Dom Mauro Morelli            |                       |

### Cinema
| Ano  | Título                        | Personagem       | Notas          |
| ---- | ----------------------------- | ---------------- | -------------- |
| 1988 | Feliz Ano Velho               | —                | [ 3 ]          |
| 1992 | Jogo da Memória               | —                | Curta-metragem |
| 1994 | Domingo no Campo              | —                | Curta-metragem |
| 2008 | Fim da Linha                  | Jornalista       |                |
| 2010 | O capitão chamava Carlos      | Oswaldo          | Curta-metragem |
| 2011 | No Olho da Rua                | Amaral           |                |
| 2016 | Segundo o Sexo                | Oscar            | Curta-metragem |
| 2016 | O Vendedor de Sonhos          | Heitor           |                |
| 2017 | Rudini                        | Sr. Coelho (voz) | Curta-metragem |
| 2018 | Todo Clichê do Amor           | —                |                |
| 2019 | Divaldo - O Mensageiro da Paz | Pai Carmelo      |                |
| 2019 | Hebe: A Estrela do Brasil     | Dr. Carneiro     |                |
| 2021 | Doutor Gama                   | Cardoso          |                |
| 2021 | Papai É Pop                   | Norberto         |                |
| 2022 | Primavera                     | Alexandre        |                |
| 2022 | Paterno                       | —                |                |
| 2022 | 'Til Morning                  | Pai              | Curta-metragem |
| 2024 | Madame Durocher               | —                | [ 4 ]          |
| 2024 | Delivery                      | Tico             | Curta-metragem |

## No teatro
- "Sopa de Sonhos" texto e direção de Celso Frateschi (1983)
- "Avoar" texto e direção de Vladimir Capella (1984)
- "Nossa Senhora das Flores" de Jean Genet direção Mauricio Abud e Luís Armando Queiroz (1985)
- "Uma Lição Longe Demais" de Zeno Wilde direção de Fauzi Arap (1986)
- "Rua 10" de Nery Gomide direção de Fauzi Arap (1987)
- Às Margens da Ipiranga texto e direção de Fauzi Arap (1988)
- Solness, o Construtor de Ibsen direção Eduardo Tolentino (1989)
- Quando Nietzsche Chorou direção Ulisses Cohn (2005)
- Senhor de Porqueiral de Moliere direção de Eduardo Tolentino (1989)
- "Ela Odeia Mel" texto e direção de Hamilton Vaz Pereira (1990)
- "Notícias Silenciosas" texto e direção de Hamilton Vaz Pereira (1991)
- A Megera Domada de Shakespeare direção de Eduardo Tolentino (1992)
- "Procura-se Um Tenor" de Ken Ludwig direção Bibi Ferreira (1994)
- "Blackbird" de David  Harrower direção Alexandre Tenório(2010)
- Espectros de Ibsen direção Francisco Medeiros(2011/2012)
- "Rabbit" de Nina Raine direção Eric Lenate (2012)
- "O Rio" de Jez Butterworth (2018)

### Como diretor
- "17 x Nelson- O inferno de todos nós" (2005)
- "Cântico de natal" (2007)
- "Camino Real" (2007)
- "17 X Nelson - Parte 2 - Se não é Eterno não é Amor" (2012)
- "Por Que a Criança Cozinha na Polenta" (2009)
- "Luís Antônio-Gabriela" (2011)
- "Os sete Gatinhos" (2012)
- "Cortex" (2012)
- "Brincando com Fogo" (2012)
- "A falecida" (2012)
- "Credores" (2012/2013)
- "As Estrelas cadentes do meu céu são feitas de bombas do inimigo" (2012/2013)
- "Lou&Leo" (2013)
- "O Rio" de Jez Butterworth (2018)
- "Os 3 Mundos" (2018)

### Como autor
- "Luís Antônio-Gabriela"

## Prêmios
- Prêmio Shell 2010 - Pela Direção de Luís Antônio-Gabriela
- Prêmio Cooperativa Paulista de Teatro - Pela Direção de Luís Antônio-Gabriela
- Prêmio Governador do Estado - Juri Popular por Luís Antônio-Gabriela